# 赤ちゃん

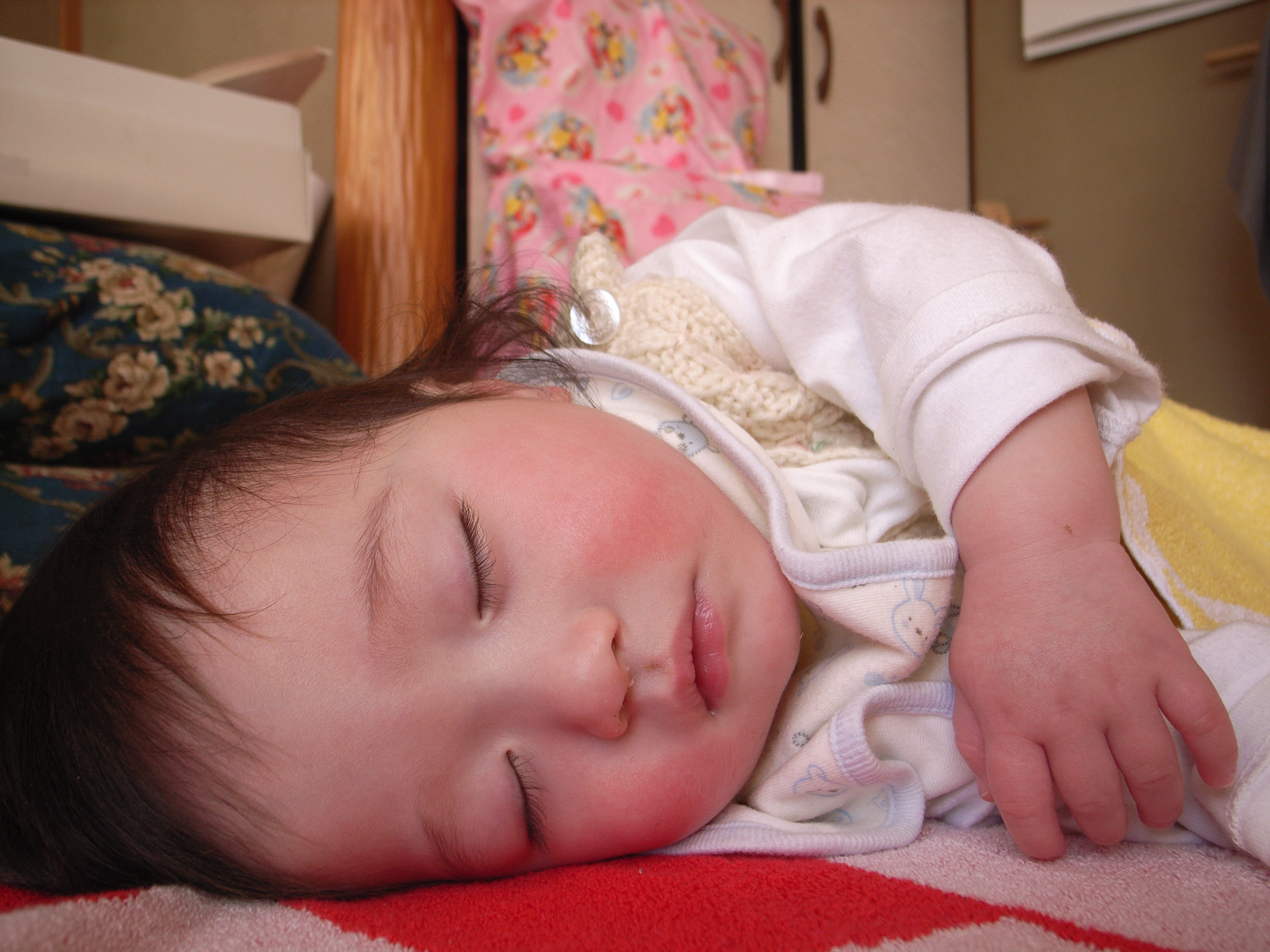
眠っている赤ちゃん

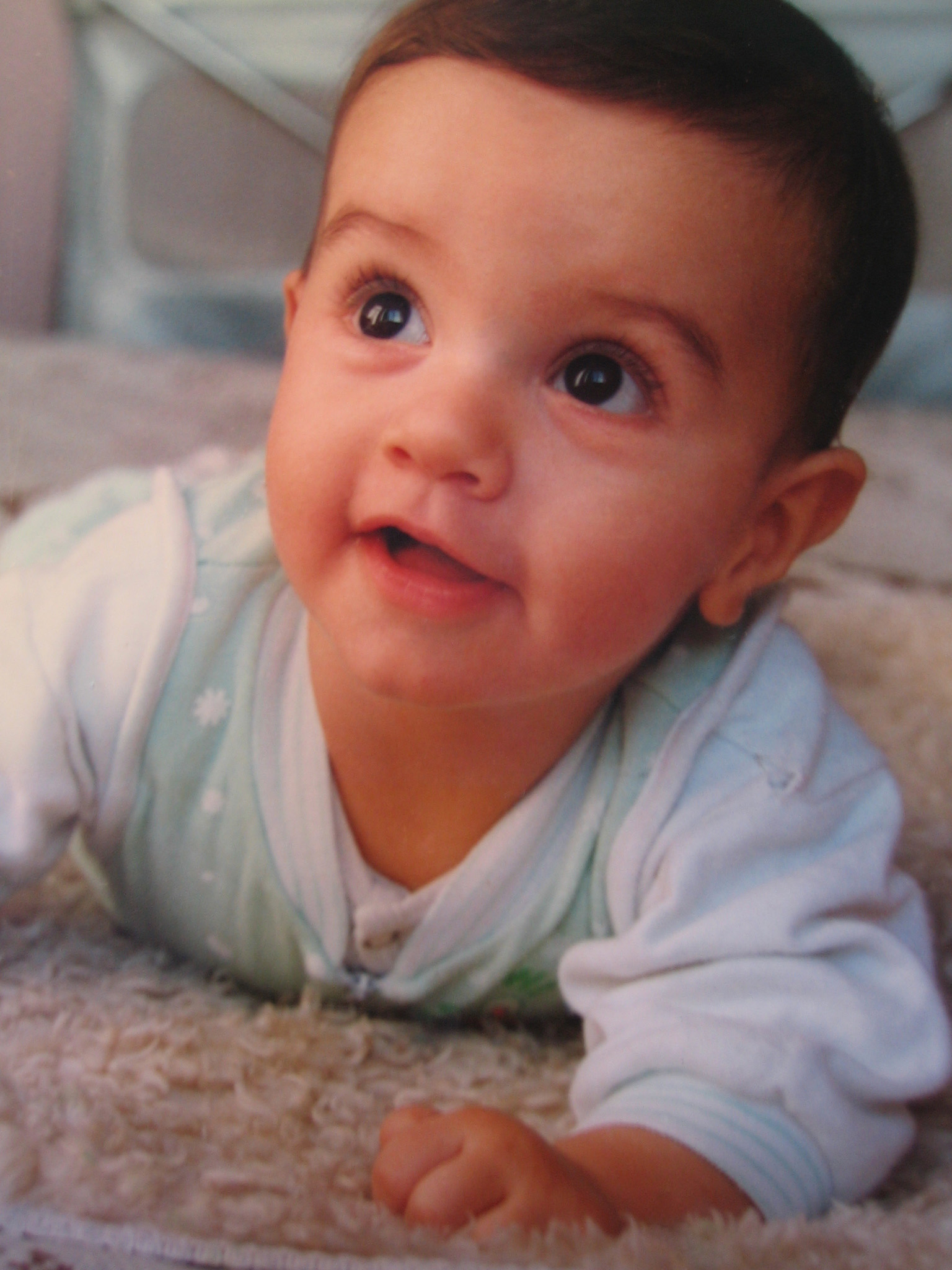
4か月目の赤ちゃん

赤ちゃん（あかちゃん）は、産まれたばかりの子供のこと。赤子（あかご）、赤ん坊（あかんぼう）とも言う。なお、人間以外の動物にも「赤ちゃん」が用いられることがしばしばある。乳飲み子（ちのみご）と呼ばれることもある。
生存のために援助を必要とする弱い存在である。多くの種で赤ちゃんは愛らしい外見をしており、これは援助を受けやすくするために有利な形質なのではないかとの解釈もある。
以下、本稿では人間の赤ちゃんについて解説する。
母子保健法は、出生からの経過期間によって、「赤ちゃん」を次のように定義する。
- 新生児：出生後28日未満の乳児
- 乳児：一歳に満たない子供

なお、新生児の中でも出生後7日未満の乳児を特に「早期新生児」と呼ぶこともある。また、生まれて間もない赤ちゃんのことを嬰児（えいじ、みどりご）と呼ぶこともある。
日本語の「赤ちゃん」の語は、しばしば出生後（新生児・乳児等）のほか、「お腹の中の赤ちゃん」と表現するように、胎児も含めていうこともある。

## 語源
「赤ちゃん」の語源は、新生児が多血症気味となり、皮膚色が赤く見えることにある。これは、分娩の際に陣痛の圧力で胎盤内の血液が新生児の体内へ絞り出されるためである。

## 新生児

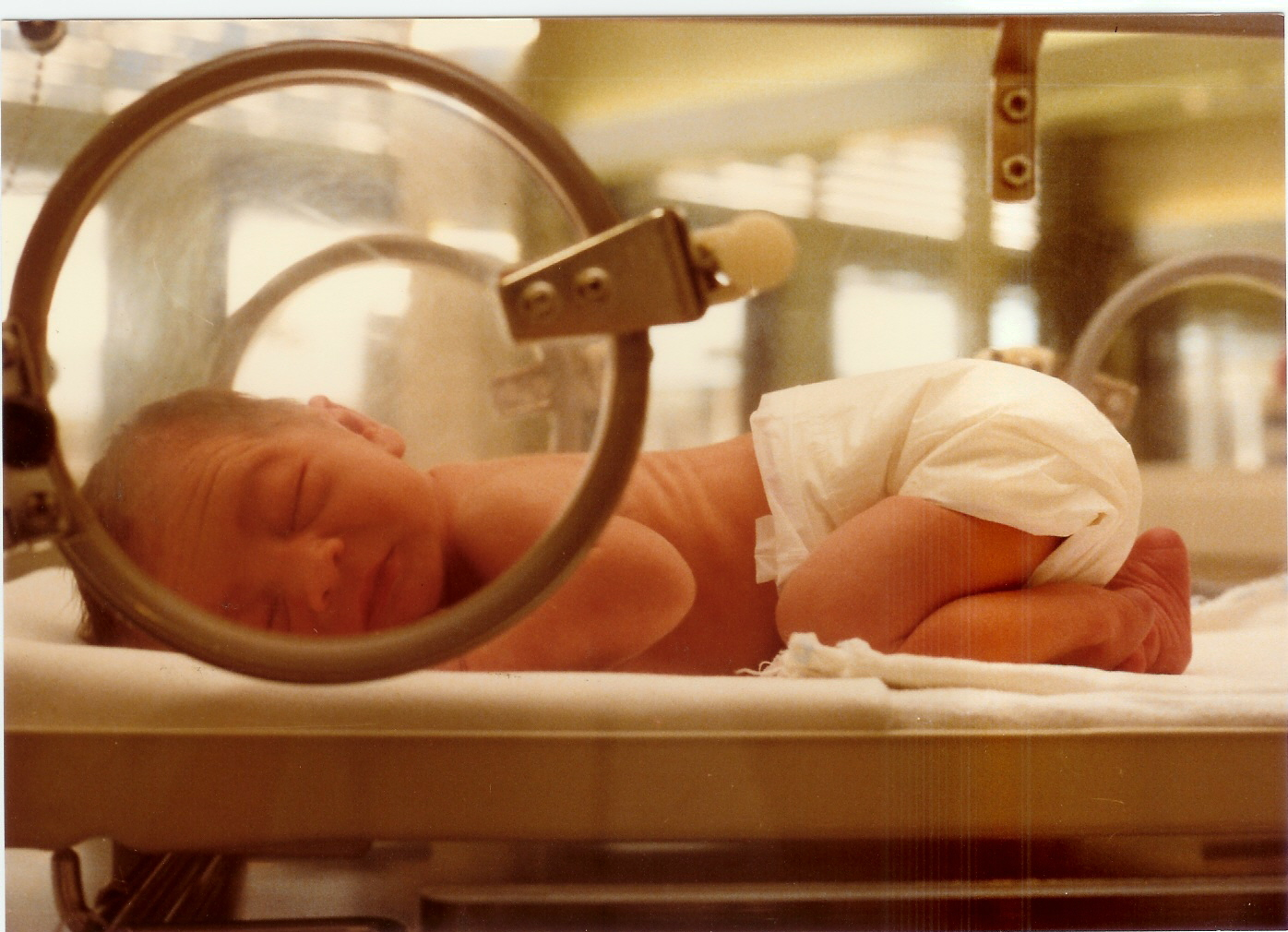
未熟児は医師の管理の許、うつぶせ寝をさせられている場合がある。しかし通常、新生児はまだ自分で寝返りをすることができず、赤ちゃんのうつぶせ寝は口の周りにある物や吐瀉物が口に入り窒息する恐れがある。また、乳幼児突然死症候群 (SIDS) の原因という説もある。従って現在、家庭ではあまり薦められていない。

### 定義
新生児とは、産んで生日を0日と数えた場合に、生後0日から28日未満の児のことである。ちなみに生後7日未満の児のことを早期新生児という。
この定義は、早産児や未熟児の場合にもそのまま適用される。

### 特徴
胎児は母の胎内の子宮で、生存・発育に必要な栄養や酸素のすべてを胎盤・臍帯からの供給に依存している。一方、胎児が出生して新生児となった瞬間から、自力で呼吸し、栄養を摂取しなければ生存することもできない。このような大きな生存条件の変化は、新生児期を過ぎて後は一生（死亡するそのときを除けば）経験することはない。
新生児の全身が黄色く染まるのを、新生児黄疸といい、約9割の子供に現れる。これは胎児性の赤血球が壊されるために起きる。
このほか、自力での免疫が著しく未完成である一方で母体からの移行抗体が存在することや、神経が未発達であるゆえに疾病に罹患しても特異的な症状を発見しにくいこと、多くの先天性疾患が発見される時期であることなど、医学上では新生児期は極めて特異な時期であるといえる。医学の中で新生児期については新生児学でとり扱われ、医療の分野としては新生児科または未熟児科が相当し、新生児特定集中治療室 （NICU）にて実際の医療が行われる。
生まれて間も無い新生児が、自然と笑顔（のように見える表情）をつくることを新生児微笑（または生理的微笑）と言う。笑顔をつくる理由については不明であるが、母親など世話をする周囲の人間の情緒に働きかける効果があるともいわれる。チンパンジーにも新生児微笑があることが確認されている。

## 赤ちゃんの成長と発達

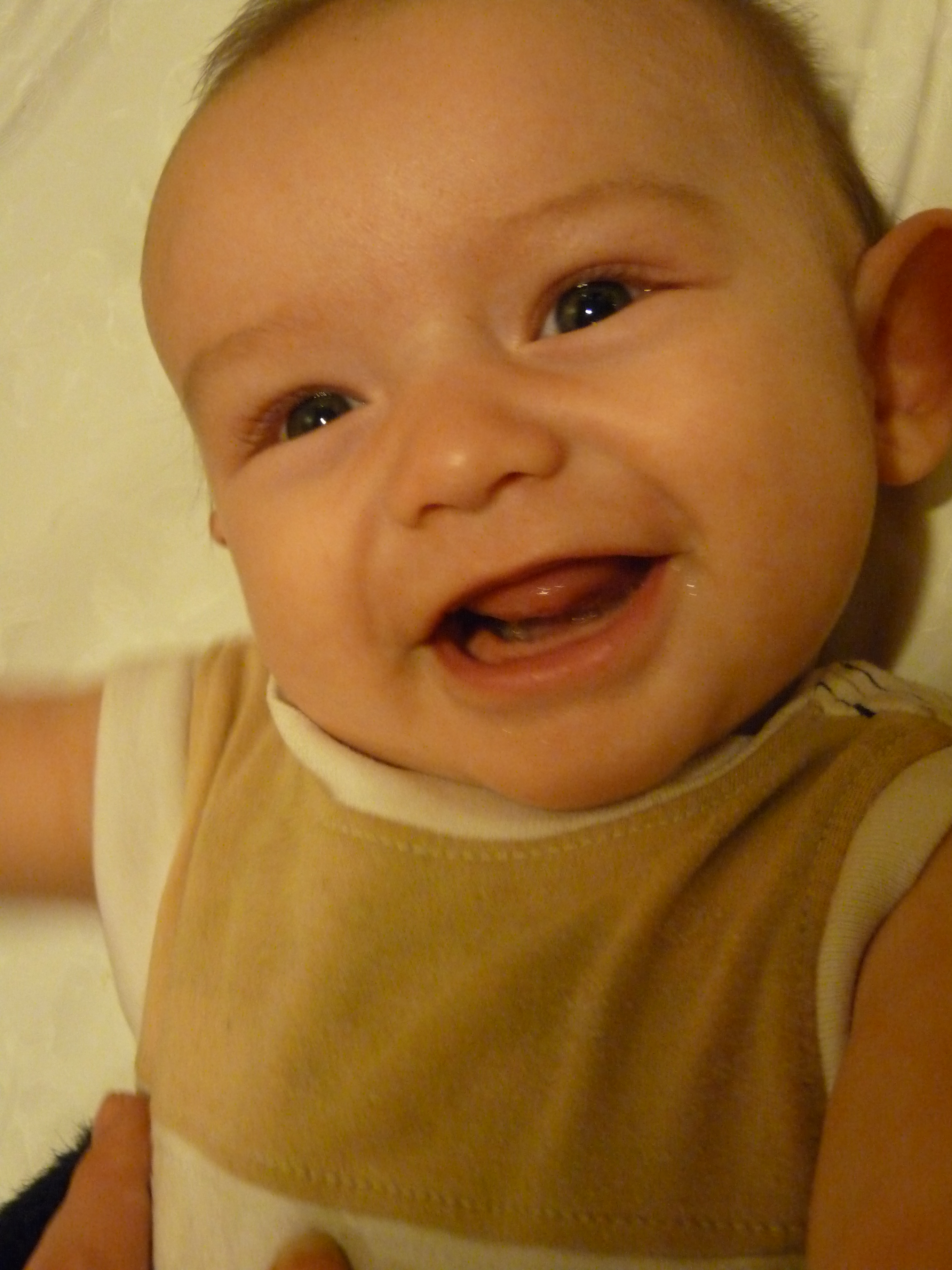
笑う

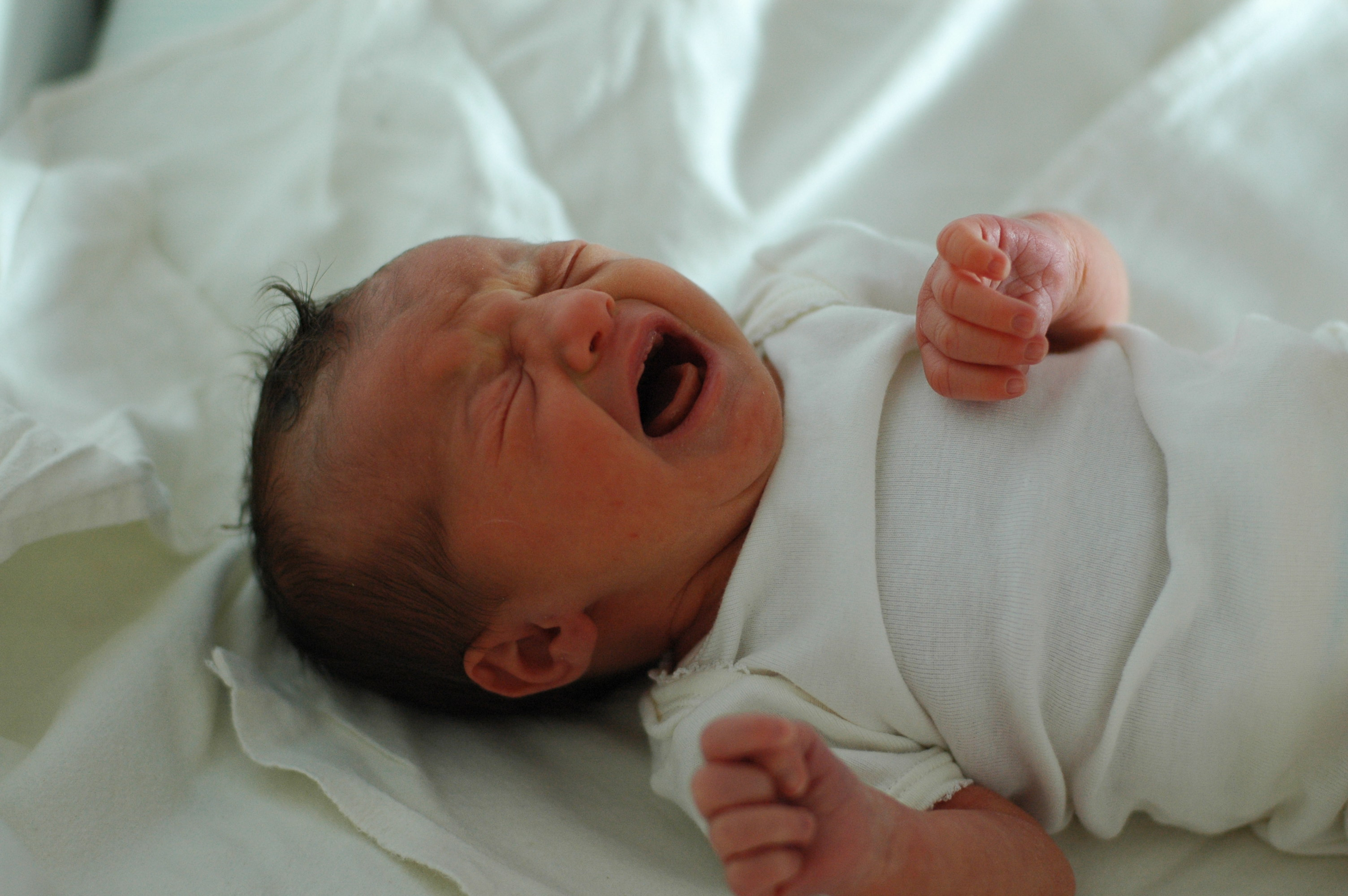
泣く

- 生後半年程度までは、母乳あるいは粉ミルクを飲んで育つ。
- 発達の段階には個人差があるが、半年位になるとお座りをするようになり、また、この頃には離乳食を与え始める。
- お座りの次にずりばい（両手を体の下について手だけで移動すること）をし始め、次第にハイハイをするようになる。ハイハイはやらないで先につかまり立ちをすることもある。
- 1歳頃には、壁などにつかまって歩き始めるようになる。
- 1歳半〜2歳頃には言葉を覚え始める。おむつを外し、トイレのしつけ（トイレトレーニング）も始める時期である。

人生の最初の1,000日（おおよそ2歳の誕生日までの期間）は、生涯にわたる健康、成長、神経発達の基盤が確立される唯一の機会である。

## 疾患
- 乳幼児健康診査
- 乳幼児突然死症候群 (SIDS)
- 新生児一過性多呼吸
- 揺さぶられっ子症候群
- 幼児期健忘
- 新生児ざ瘡

## 統計

世界の乳児死亡率

年間の1000出生当たりの生後1年未満の死亡数を、乳児死亡率（Infant mortality）という。疫学では公衆衛生指標として非常に重視されており、途上国ほど高くなる傾向がある。
- 周産期死亡率 - 妊娠22週から出生後7日未満（周産期）の死亡率
- 新生児死亡率 - 生後4週間未満（新生児）の死亡率
- 乳幼児死亡率 - 5歳までの死亡率

国際連合ミレニアム開発目標では、1990年から2015年までに乳幼児死亡率を3分の2減少させる（Target 4.A）とした。結果として1000出生あたり90から43まで減少した。

### 育児関連
- 育児
- 粉ミルク - 哺乳瓶
- 乳母車
- いないいないばあ
- 産着
- おしゃぶり
- 喃語

### その他
- アプガースコア
- ブックスタート
- 双生児
- 子供
- 夜泣き
- 産科学
- 赤ちゃんポスト
- ベビースリング
- 三歳児神話
- おしゃぶり訴訟
- 新生児取り違え
- 胎脂